# Consolida samia
Consolida samia är en ranunkelväxtart som beskrevs av Peter Hadland Davis. Consolida samia ingår i släktet åkerriddarsporrar, och familjen ranunkelväxter. Inga underarter finns listade i Catalogue of Life.